# Just Tattoo of Us
Just Tattoo of Us é um reality show britânico sobre tatuagens exibido pela MTV. O programa é apresentando por Charlotte Crosby e Stephen Bear que a cada episódio recebem duplas corajosas: amigos, familiares ou casais, para escolher a tatuagem que o outro vai fazer. A série foi anunciada em 2 novembro de 2016 pela MTV. A primeira temporada estreou no Reino Unido em 3 de abril de 2017.

## Resumo
O programa acompanha Charlotte Crosby e Stephen Bear abrirem as portas do estúdio de tatuagem 'Just Tattoo of Us' em Londres.
Em cada episódio, duplas de amigos, familiares ou casais entram no estúdio e explicam a Bear e Charlotte seu relacionamento e o motivo por trás da entrada no show. Eles, então, individualmente, visitam o tatuador, que criou um desenho para a outra pessoa com base em uma breve sugestão anteriormente enviada. No entanto cada pessoa só poderá ver o que foi tatuado quando a tatuagem já estiver terminada!
Depois que tudo já estiver pronto, todos se reúnem para revelar qual tatuagem foi feita. Os participantes então dão seus comentários sobre sua tatuagem, Charlotte e Bear também compartilham suas opiniões.

## Elenco
| Charlotte Crosby   |
| Stephen Bear       |
| Matt Richardson    |
| Scotty T           |
| Tatuadores         |
| Danny Robinson     |
| Charl Davies       |
| Cally-Jo           |
| Jodie Davies       |
| Atom               |
| John               |
| Jennafer "Jen" Lee |
| Hue Nguyen         |
| Jason              |

## Dublagem
| Membros          | Dublagem Brasileira |
| ---------------- | ------------------- |
| Charlotte Crosby | Fernanda Bullara    |
| Stephen Bear     | Allan Arnold        |
| Danny            | Michel Di Fiori     |
| Charl Davies     | Cássia Bisceglia    |
| Atom             | Fritz Gianvito      |
| John             | TBA                 |
| Cally-Jo         | Priscila Franco     |
| Jodie Davies     | Renata Villaça      |
| Jen              | TBA                 |

## Desenvolvimento e produção
Em novembro de 2016, a MTV e a Charlotte Crosby anunciou através de meios de comunicação social que uma nova realidade tatuagem série intitulada Apenas a Tatuagem De Nós. A série vai ser apresentado por Stephen Urso e Charlotte Crosby. A série foi filmada no início de 2017 para um de 3 de abril de transmissão. A primeira série será composta de 9x60 minutos episódios. Foi anunciado na ITV Esta Manhã que Crosby e o Urso tinha de decidir tomar parte na série, bem como através do desenvolvimento de uma tatuagem para cada um dos outros e vai ao ar no episódio final da série.
Foi anunciado em 24 de abril de 2017, que a MTV tinha encomendado uma segunda temporada de Just Tattoo of Us. A segunda temporada é devido à começou a ser exibida no Verão de 2017, também foi confirmado que Charlotte e Stephen estaria retornando como anfitriões. A segunda série começou a filmar em 20 de Maio de 2017

## Episódios
| Temporada | Temporada | Episódios | Exibição Original Reino Unido | Exibição Original Reino Unido | Exibição no Brasil    | Exibição no Brasil     | Exibição em Portugal  | Exibição em Portugal   |
| Temporada | Temporada | Episódios | Estreia                       | Final                         | Estreia               | Final                  | Estreia               | Final                  |
| --------- | --------- | --------- | ----------------------------- | ----------------------------- | --------------------- | ---------------------- | --------------------- | ---------------------- |
|           | 1         | 9         | 3 de abril de 2017            | 29 de maio de 2017            | 11 de abril de 2017   | 6 de junho de 2017     | 27 de abril de 2017   | 22 de junho de 2017    |
|           | 2         | 10        | 2 de outubro de 2017          | 4 de dezembro de 2017         | 17 de outubro de 2017 | 19 de dezembro de 2017 | 19 de outubro de 2017 | 21 de dezembro de 2017 |
|           | 3         | 10        | 21 de maio de 2018            | 23 de julho de 2018           | 22 de maio de 2018    | 24 de julho de 2018    | 19 de julho de 2018   | 20 de setembro de 2018 |
|           | 4         | 10        | 29 de outubro de 2018         | Em exibição                   | 6 de novembro de 2018 | Em exibição            | ASA                   | ASA                    |

## Versões internacionais
| País                    | Título                    | Apresenteador(es)                       | Emissora | Estreia                                   |
| ----------------------- | ------------------------- | --------------------------------------- | -------- | ----------------------------------------- |
| Alemanha                | Just Tattoo of Us         | Elena Miras Mike Heiter                 | TVNOW    | 3 de agosto de 2020 –                     |
| Estados Unidos          | How Far Is Tattoo Far?    | Nicole "Snooki" Polizzi Nico Tortorella | MTV      | 11 de outubro 2018 – 3 de outubro de 2019 |
| Países Baixos · Bélgica | Just Tattoo of Us Benelux | Jaimie Vaes Koen Kardashian             | MTV      | 2019                                      |